# Enquête fumeuse
Enquête fumeuse est le deuxième épisode de la vingt-septième saison de la série télévisée Les Simpson et le 576e épisode de la série. Il est sorti en premier sur le réseau Fox le 4 octobre 2015.

## Synopsis
Marge décide de changer de machine à laver et vide sa cagnotte, mais avec cet argent Homer achète un nouveau fumoir avec lequel il espère gagner un concours culinaire. L'ustensile est alors volé, et Bart et Lisa partent à sa recherche.

## Réception
Lors de sa première diffusion l'épisode a attiré 6,02 millions de téléspectateurs.